# Мозжарино (Калининский район)
Мозжа́рино — деревня в Калининском районе Тверской области. Относится к Никулинскому сельскому поселению.
Расположена южнее Твери, в 1,5 км к югу от деревни Лебедево, между Волоколамским и Бурашевским шоссе. К югу — речка Крапивня.
В 1997 году — 21 хозяйство, 38 жителей.

## Известные жители
- Баскаков, Альберт Павлович (1928—2015) — Заслуженный деятель науки и техники РСФСР (1988), доктор технических наук (1966).